# Patrik Andersson (football)
Pour les articles homonymes, voir Andersson.
Patrik Jonas « Bjärred » Andersson est un footballeur suédois né le 18 août 1971 à Borgeby (Suède).

## Biographie
Son père était un footballeur professionnel, et son frère Daniel également.
Défenseur central, Patrik Andersson a participé avec l'équipe nationale suédoise au championnat du monde de 1994, obtenant la troisième place de la compétition. Il a également atteint les demi-finales du championnat d'Europe de 1992, et participé à celui de 2000. Il était également du voyage en Corée du Sud pour le championnat du monde de 2002, mais n'est pas entré en jeu.
C'est lui qui donna le titre 2001 de champion d'Allemagne au Bayern Munich en marquant à la dernière minute du dernier match contre Hambourg sur un coup franc indirect dans la surface (son seul but avec le club)
Après avoir atteint un sommet avec le Bayern Munich en remportant la Ligue des champions ainsi que deux championnats d'Allemagne, il enchaîne trois saisons entrecoupées de blessures au FC Barcelone avant de revenir en Suède. À la suite d'une nouvelle blessure au genou lors de l'élimination de son club au troisième tour préliminaire de la Ligue des Champions 2005, il annonce sa retraite sportive.
Barcelone a déboursé 8,5 M€ pour l'acquérir en 2001.

## Carrière

### Carrière en club
- 1979 - 1988 : Bjärreds IF -  Suède
- 1989 - 1992 : Malmö FF -  Suède
- 1992 - 1993 : Blackburn Rovers -  Angleterre
- 1993 - 1999 : Borussia Mönchengladbach -  Allemagne
- 1999 - 2001 : Bayern Munich -  Allemagne
- 2001 - 2004 : FC Barcelone -  Espagne
- 2004 - 2005 : Malmö FF -  Suède

### Carrière Internationale
- 96 sélections en équipe de Suède, 3 buts
- Premier match en équipe nationale en 1992

## Palmarès
- Troisième place à la coupe du monde de football de 1994 avec l'équipe de Suède
- Élu joueur suédois de l'année en 1995 et 2001 par le journal Aftonbladet
- Vainqueur de la Ligue des champions en 2001 avec le Bayern
- Vainqueur de la Bundesliga en 2000 et en 2001 avec le Bayern
- Vainqueur de la Coupe d'Allemagne en 1995 avec le Borussia Mönchengladbach et en 2000 avec le Bayern
- Vainqueur du Championnat de Suède en 2004 avec le Malmö FF.